# Eddie Floyd

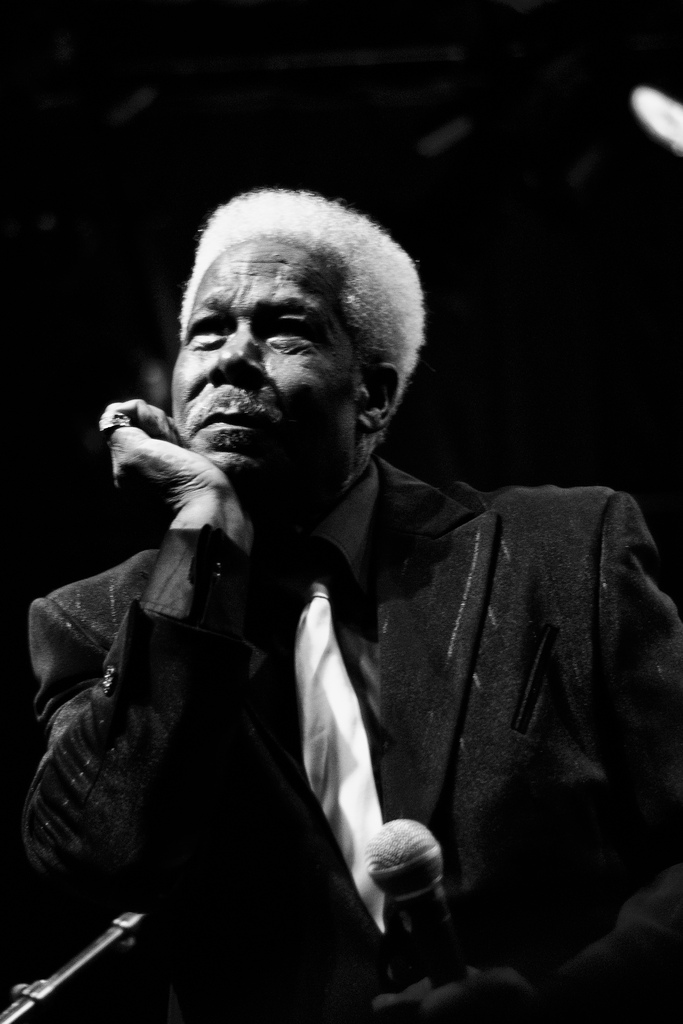
Eddie Floyd (2009)

Eddie Floyd (* 25. Juni 1937 in Montgomery, Alabama) ist ein amerikanischer Soul- und R&B-Sänger sowie Liedschreiber des legendären Stax-Labels.

## Biografie
Als Sänger der Gruppe The Falcons wurde Floyd durch Wilson Pickett ersetzt und hatte in den späten 1960er Jahren einige Solohits, davon gelangten 12 Lieder in die amerikanischen Billboard Hot 100. Sein größter Hit ist Knock on Wood, das er 1965 mit Steve Cropper geschrieben hatte. Dieser Song wurde häufig gecovert, z. B. von David Bowie, James Taylor, Eric Clapton, Otis Redding und Ella Fitzgerald. Die erfolgreichste Version stammt von Amii Stewart, die mit ihrer Discoversion 1979 bis auf Platz eins der US-Charts kletterte.
Im zweiten Blues-Brothers-Film trat Floyd in einer gemeinsamen Szene mit Wilson Pickett und Jonny Lang auf und war auch mit der Blues-Brothers-Band auf Tour. Im September 2002 erhielt er den Memphis Sound Award. Eddie Floyd wurde auch in die Alabama Music Hall of Fame aufgenommen.

## Diskografie

### Studioalben
| Jahr | Titel Musiklabel Katalog-Nr. | Höchstplatzierung, Gesamtwochen, AuszeichnungChartplatzierungen (Jahr, Titel, Musiklabel Katalog-Nr., Platzierungen, Wochen, Auszeichnungen, Anmerkungen) | Höchstplatzierung, Gesamtwochen, AuszeichnungChartplatzierungen (Jahr, Titel, Musiklabel Katalog-Nr., Platzierungen, Wochen, Auszeichnungen, Anmerkungen) | Höchstplatzierung, Gesamtwochen, AuszeichnungChartplatzierungen (Jahr, Titel, Musiklabel Katalog-Nr., Platzierungen, Wochen, Auszeichnungen, Anmerkungen) | Anmerkungen                                                                                   |
| Jahr | Titel Musiklabel Katalog-Nr. | UK | US | R&B | Anmerkungen                                                                                   |
| ---- | ---------------------------- | --- | --- | --- | --------------------------------------------------------------------------------------------- |
| 1967 | Knock on Wood Stax 714       | UK36 (5 Wo.)UK | — | — | Erstveröffentlichung: 26. Januar 1967 Produzenten: Steve Cropper, Isaac Hayes                 |
| 1970 | California Girl Stax 2029    | — | — | R&B41 (5 Wo.)R&B | Erstveröffentlichung: Juli 1970 Produzenten: Al Bell, Booker T. Jones, Eddie Floyd, Tom Nixon |

Weitere Studioalben
- 1968: I’ve Never Found a Girl (Stax 2002)
- 1969: You’ve Got to Have Eddie (Stax 2016)
- 1971: Down to Earth (Stax 2041)
- 1973: Baby Lay Your Head Down (Gently on My Bed) (Stax 3016)
- 1974: Soul Street (Stax 5512)
- 1977: Experience (Malaco 6352)
- 1985: Try Me! (Easy Street 9001)
- 1988: Flashback (Wilbe Recording Corporation 3005)
- 2008: Eddie Loves You So (Stax 30795)

### Kompilationen
| Jahr | Titel Musiklabel Katalog-Nr. | Höchstplatzierung, Gesamtwochen, AuszeichnungChartplatzierungen (Jahr, Titel, Musiklabel Katalog-Nr., Platzierungen, Wochen, Auszeichnungen, Anmerkungen) | Höchstplatzierung, Gesamtwochen, AuszeichnungChartplatzierungen (Jahr, Titel, Musiklabel Katalog-Nr., Platzierungen, Wochen, Auszeichnungen, Anmerkungen) | Höchstplatzierung, Gesamtwochen, AuszeichnungChartplatzierungen (Jahr, Titel, Musiklabel Katalog-Nr., Platzierungen, Wochen, Auszeichnungen, Anmerkungen) | Anmerkungen                                                |
| Jahr | Titel Musiklabel Katalog-Nr. | UK | US | R&B | Anmerkungen                                                |
| ---- | ---------------------------- | --- | --- | --- | ---------------------------------------------------------- |
| 1969 | Rare Stamps Stax 2011        | — | — | R&B49 (3 Wo.)R&B | Erstveröffentlichung: August 1969 Produzent: Steve Cropper |

Weitere Kompilationen
- 1978: Chronicle (Stax 4122)
- 1988: The Best of Eddie Floyd (Stax 010)
- 1993: Rare Stamps (Stax 88013)
- 1997: Soul Street (Stax 88035)
- 2006: Stax Profiles (Stax 0025218861625)
- 2007: The Best of Eddie Floyd (Stax 30305)

### Singles
| Jahr | Titel Album                                                                             | Höchstplatzierung, Gesamtwochen, AuszeichnungChartplatzierungen (Jahr, Titel, Album, Platzierungen, Wochen, Auszeichnungen, Anmerkungen) | Höchstplatzierung, Gesamtwochen, AuszeichnungChartplatzierungen (Jahr, Titel, Album, Platzierungen, Wochen, Auszeichnungen, Anmerkungen) | Höchstplatzierung, Gesamtwochen, AuszeichnungChartplatzierungen (Jahr, Titel, Album, Platzierungen, Wochen, Auszeichnungen, Anmerkungen) | Anmerkungen |
| Jahr | Titel Album                                                                             | UK | US | R&B | Anmerkungen |
| ---- | --------------------------------------------------------------------------------------- | --- | --- | --- | --- |
| 1966 | Knock on Wood                                                                           | UK19 (18 Wo.)UK | US28 Gold · (17 Wo.)US | R&B1 (21 Wo.)R&B | Erstveröffentlichung: 13. Juli 1966 Autoren: Eddie Floyd, Steve Cropper                                                                      |
| 1967 | Raise Your Hand Knock on Wood                                                           | UK42 (3 Wo.)UK | US79 (6 Wo.)US | R&B16 (9 Wo.)R&B | Erstveröffentlichung: 11. Januar 1967 Autoren: Eddie Floyd, Steve Cropper, Alvertis Isbell                                                   |
| 1967 | Don’t Rock the Boat –                                                                   | — | US98 (1 Wo.)US | — | Erstveröffentlichung: 25. Mai 1967 Autoren: Eddie Floyd, Joe Shamwell                                                                        |
| 1967 | Things Get Better (When I’m with You) Rare Stamps                                       | UK31 (8 Wo.)UK | — | — | Erstveröffentlichung: 8. März 1966 Autoren: Eddie Floyd, Steve Cropper, Wayne Jackson                                                        |
| 1967 | Love Is a Doggone Good Thing Rare Stamps                                                | — | US97 (1 Wo.)US | R&B30 (5 Wo.)R&B | Erstveröffentlichung: 30. Juni 1967 Autoren: Eddie Floyd, Steve Cropper                                                                      |
| 1967 | On a Saturday Night Rare Stamps                                                         | — | US92 (4 Wo.)US | R&B22 (7 Wo.)R&B | Erstveröffentlichung: 28. September 1967 Autoren: Eddie Floyd, Steve Cropper                                                                 |
| 1968 | I’ve Never Found a Girl (To Love Me Like You Do) I’ve Never Found a Girl                | — | US40 (9 Wo.)US | R&B2 (14 Wo.)R&B | Erstveröffentlichung: Juni 1968 Autoren: Eddie Floyd, Alvertis Isbell, Booker T. Jones                                                       |
| 1968 | Bring It on Home to Me I’ve Never Found a Girl                                          | — | US17 (13 Wo.)US | R&B4 (12 Wo.)R&B | Erstveröffentlichung: Oktober 1968 Autor und Original: Sam Cooke, 1962                                                                       |
| 1969 | I’ve Got to Have Your Love –                                                            | — | — | R&B50 (2 Wo.)R&B | Erstveröffentlichung: Februar 1969 Autoren: Eddie Floyd, Steve Cropper                                                                       |
| 1969 | Don’t Tell Your Mama (Where You’ve Been) You’ve Got to Have Eddie                       | — | US73 (7 Wo.)US | R&B18 (7 Wo.)R&B | Erstveröffentlichung: Mai 1969 Autoren: Eddie Floyd, Booker T. Jones                                                                         |
| 1969 | Why Is the Wine Sweeter (On the Other Side) California Girl                             | — | US98 (2 Wo.)US | R&B30 (3 Wo.)R&B | Erstveröffentlichung: Oktober 1969 Autoren: Eddie Floyd, Booker T. Jones                                                                     |
| 1970 | California Girl                                                                         | — | US45 (12 Wo.)US | R&B11 (13 Wo.)R&B | Erstveröffentlichung: Januar 1970 Autoren: Eddie Floyd, Booker T. Jones                                                                      |
| 1970 | My Girl –                                                                               | — | — | R&B43 (5 Wo.)R&B | Erstveröffentlichung: Juni 1970 Autoren: Smokey Robinson, Ronald White Original: The Temptations, 1964                                       |
| 1970 | The Best Years of My Life –                                                             | — | — | R&B29 (6 Wo.)R&B | Erstveröffentlichung: September 1970 Autoren: Eddie Floyd, Steve Cropper                                                                     |
| 1971 | Blood Is Thicker Than Water –                                                           | — | — | R&B33 (6 Wo.)R&B | Erstveröffentlichung: Juli 1971 Autor: Sir Mack Rice                                                                                         |
| 1972 | Yum Yum Yum (I Want Some) –                                                             | — | — | R&B49 (2 Wo.)R&B | Erstveröffentlichung: Januar 1972 Autor: Sir Mack Rice, Steve Cropper                                                                        |
| 1973 | Baby, Lay Your Head Down, (Gently on My Bed) Baby Lay Your Head Down (Gently on My Bed) | — | — | R&B50 (8 Wo.)R&B | Erstveröffentlichung: Juli 1973 1. Chartwoche als Baby Let Me Take You in My Arms Autoren: Eddie Floyd, Al Jackson, Duck Dunn, Steve Cropper |
| 1973 | Check Me Out Baby Lay Your Head Down (Gently on My Bed)                                 | — | — | R&B58 (4 Wo.)R&B | B-Seite von Baby, Lay Your Head Down Autor: Eddie Floyd,                                                                                     |
| 1974 | Soul Street                                                                             | — | — | R&B65 (8 Wo.)R&B | Erstveröffentlichung: Juli 1974 Autoren: Eddie Floyd, Carl Smith                                                                             |
| 1977 | We Should Really Be in Love –                                                           | — | — | R&B74 (6 Wo.)R&B | Erstveröffentlichung: Februar 1977 mit Dorothy Moore Autoren: Eddie Floyd, Steve Cropper                                                     |

Weitere Singles
- 1963: Will I Be the One
- 1964: I’ll Be Home
- 1964: A Deed to Your Heart
- 1964: Never Get Enough of Your Love
- 1964: I’ll Be Home for Christmas
- 1965: Hush Hush
- 1965: Make Up Your Mind
- 1968: Big Bird
- 1969: Never, Never Let You Go (mit Mavis Staples)
- 1971: Oh, How It Rained
- 1972: You’re Good Enough (To Be My Baby)
- 1973: Lay Your Loving on Me
- 1973: I Wanna Do Things for You
- 1974: Guess Who
- 1974: I Got a Reason to Smile (Cause I Got You)
- 1975: Talk to the Man
- 1975: I’m So Glad I Met You
- 1976: In Paradise
- 1976: Somebody Touch Me
- 1976: Mother, My Dear Mother
- 1977: You’re Gonna Walk Out on Me
- 1978: Disco Summer
- 1982: Raise Your Hand (mit The Q Tips)
- 1988: She Likes the Soaps